# Campeonato Mundial de Biatlón de 1963
El V Campeonato Mundial de Biatlón se celebró en la localidad alpina de Seefeld (Austria) el 3 de febrero de 1963 bajo la organización de la Unión Internacional de Biatlón (IBU) y la Federación Austríaca de Biatlón.

## Resultados

### Masculino
| Evento                   | Oro                                                                       | Plata                                                                    | Bronce                                                      |
| ------------------------ | ------------------------------------------------------------------------- | ------------------------------------------------------------------------ | ----------------------------------------------------------- |
| 20 km individual (03.02) | Vladimir Melanin URSS 1:32:06,8                                           | Antti Tyrväinen · Finlandia · 1:33:54,7                                  | Hannu Posti · Finlandia · 1:35:02,1                         |
| Equipo (03.02)           | URSS Vladimir Melanin Nikolai Meshcheriakov Valentin Pshenitsyn 4:45:56,7 | Finlandia · Antti Tyrväinen · Hannu Posti · Veikko Hakulinen · 4:46:02,5 | Noruega · Jon Istad · Olav Jordet · Egil Nygård · 4:03:55,5 |

1. ↑  La prueba por equipo consistió en la suma de los tiempos de los tres biatletas de cada país que participaron en la prueba individual.

## Medallero
| Núm. | País      | Oro | Plata | Bronce | Total |
| ---- | --------- | --- | ----- | ------ | ----- |
| 1    | URSS      | 2   | 0     | 0      | 2     |
| 2    | Finlandia | 0   | 2     | 1      | 3     |
| 3    | Noruega   | 0   | 0     | 1      | 1     |
|      | TOTAL     | 2   | 2     | 2      | 6     |